# Kan Guixiang
Kan Guixian (阚桂香) nació el 6 de julio de 1940 en Qiyi, provincia de Henan, China. Fue alumna del maestro Tian Xiuchen. Es profesora del departamento de Wushu de la Universidad de Educación Física de Pekín y tiene la categoría de 9.º Duan.
Se graduó en la Universidad de Educación Física de Pekín en 1965, es Juez Nacional de Wushu y uno de los fundadores de Instituto de Taichi Chuan estilo Chen de Pekín.
En 1967 se casó con el también reconocido maestro Men Huifeng, elegido en 1995 como uno de los "Diez Grandes Académicos del Wushu", y ambos ejercen de profesores en la Universidad hasta el día de hoy.
Como experto en China de Wushu / Taichi, fue enviada a Japón para enseñar la serie especial de Tai Chi de competición. Después de eso, fue invitada a Australia, Suiza, EE. UU., Noruega, España, Bélgica, Francia, Indonesia, Singapur, Taiwán y Hong Kong, entre otros países, para enseñar Taichi y ser juez en competiciones.
Ayudó a su maestro, Tian Xiuchen a desarrollar la Forma Simplificada de 36 movimientos estilo Chen. Más tarde se encargó, también, de la composición de la Forma de Competición del estilo Chen. Ha formado a excelentes deportistas marciales y entrenadores tanto dentro como fuera de China.
Hoy en día, Kan Guixiang dedica su vida a enriquecer y transmitir el arte del Taichi por todo el mundo.